# Harlinton Gutiérrez
Harlinton Gutiérrez (José Santos Guardiola, Islas de la Bahía, Honduras; 5 de junio de 1992) es un futbolista hondureño. Juega de defensa y su equipo actual es el Real Sociedad de la Liga Nacional de Honduras.

## Trayectoria
Realizó gran parte de su formación futbolística en las divisiones menores de Real España. Hizo su debut profesional el 5 de agosto de 2012 en la victoria por 3-0 ante el Vida. El 7 de diciembre marcó su primer gol y se lo hizo a Real Sociedad.
En 2014 tuvo una oferta de la MLS, pero al final no se concretó debido a un problema de visa. Anteriormente, en 2012, había estado a prueba con el Seattle Sounders de esa liga.
El 22 de diciembre de 2015 fue transferido al Real Sociedad.

## Estadísticas

### Clubes
| Club                   | Temporada           | Liga  | Liga  | Copa Nacional | Copa Nacional | Copa Internacional | Copa Internacional | Total | Total |
| Club                   | Temporada           | Part. | Goles | Part.         | Goles         | Part.              | Goles              | Part. | Goles |
| ---------------------- | ------------------- | ----- | ----- | ------------- | ------------- | ------------------ | ------------------ | ----- | ----- |
| Real España Honduras   |                     |       |       |               |               |                    |                    |       |       |
| 2012/13                | 8                   | 0     | -     | -             | -             | -                  | 8                  | 0     |       |
| 2013/14                | 19                  | 0     | -     | -             | -             | -                  | 19                 | 0     |       |
| 2014/15                | 14                  | 1     | -     | -             | 1             | 0                  | 15                 | 1     |       |
| A-2015                 | 10                  | 1     | -     | -             | -             | -                  | 10                 | 1     |       |
| Total                  | 51                  | 2     | 0     | 0             | 1             | 0                  | 52                 | 2     |       |
| Real Sociedad Honduras | C-2016              | 13    | 0     | -             | -             | -                  | -                  | 13    | 0     |
| Real Sociedad Honduras | 2016/17             | 28    | 1     | -             | -             | -                  | -                  | 28    | 1     |
| Real Sociedad Honduras | 2017/18             | 19    | 0     | -             | -             | -                  | -                  | 19    | 0     |
| Real Sociedad Honduras | Total               | 60    | 1     | 0             | 0             | 0                  | 0                  | 60    | 1     |
| Total en su carrera    | Total en su carrera | 111   | 3     | 0             | 0             | 1                  | 0                  | 112   | 3     |

## Palmarés

### Campeonatos nacionales
| Título                    | Club        | País     | Año  |
| ------------------------- | ----------- | -------- | ---- |
| Liga Nacional de Honduras | Real España | Honduras | 2013 |